# Bestbreeder From 1997 to 2000
Bestbreeder from 1997 to 2000 – pierwsza kompilacja fińskiego zespołu Children of Bodom, wydana w 2003 roku. Utwory zagrane na żywo, wzięte są z albumu koncertowego, Tokyo Warhearts. Ten album został udostępniony jedynie w Japonii.

## Lista utworów
1. "Rebel Yell" (Billy Idol cover)
2. "In the Shadows"
3. "Lake Bodom"
4. "Warheart"
5. "Silent Night, Bodom Night"
6. "Towards Dead End"
7. "Children of Bodom"
8. "Deadnight Warrior" (live)
9. "Hatebreeder" (live)
10. "Touch like Angel of Death" (live)
11. "Downfall" (live)
12. "Follow the Reaper"
13. "Bodom After Midnight"
14. "Everytime I die"
15. "Mask of Sanity"
16. "Hate me!"
17. "Kissing the Shadows"

## Twórcy
- Alexi Laiho – śpiew, gitara elektryczna
- Alexander Kuoppala – gitara elektryczna
- Janne Viljami Wirman – instrumenty klawiszowe
- Henkka Seppälä – gitara basowa
- Jaska Raatikainen – perkusja